# Вацлав Неборовський
Вацлав Неборовський гербу Правдич (пол. Wacław Nieborowski; пом. між 7 жовтня 1493 і 14 січня 1495) — шляхтич, військовий, державний діяч часу Королівства Ягайлонів.

## Життєпис
Син Яна з Пукарова. Вперше згаданий у джерелах 1462 року як учасник битви з тевтонцями під Сьвєціном як ротмістр Пйотра Дуніна; може, був поранений. Від 23 серпня 1476 до 17 грудня 1478 — белзький хорунжий, від 19 лютого 1484 до 21 вересня 1489 — белзький каштелян, від 24 жовтня 1491 до 7 жовтня 1493 — белзький воєвода. Часто перебував в оточенні короля, не грав важливої ролі в політиці. 1484 року брав участь у сеймі. Певно, брав участь у молдавській виправі короля 1485, складанні «голду» Штефана III. 26 жовтня 1485 в Городку Ягайлонському король Казимир IV Ягеллончик записав йому 50 флоринів на митах белзькому, грубешівському. У 1486-1488, певне, перебував у Белзі як радник королевича Ольбрахта, що організовував оборону від татар. Після закінчення місії королевича залишився в Белзі до кінця життя.
Посідав маєтності в Белзькій, Холмській землях; зокрема, Неборів, Котличі, Пукарів між Грубешевом і Замостям, село Бересть, на яке король Казимир Ягайлончик дав заставну суму, 1469 року дав дозвіл на викуп у попереднього державця — Прецлава.

## Сім'я
Дружина — Дорота. Син (один із дітей) — Вавжинець, вживав прізвище Неборовський, Котліцький з Неборова.